# دونالد مارك
دونالد مارك (بالإنجليزية: Donald Mark)‏ هو قاضي أمريكي، ولد في 31 مارس 1926، وتوفي في 10 فبراير 2018.